# بزرگراه ۲ انتاریو
بزرگ‌راه ۲ انتاریو (انگلیسی: Ontario Highway 2) دارای کم‌ترین شماره بزرگراهی است که در استان انتاریو نگهداری می‌شود (بزرگراه انتاریو شماره ۱ وجود ندارد) و در اصل بخشی از یک سری بزرگراه با شماره یکسان بود که از وینزر، انتاریو آغاز شده بود، از کبک و نیوبرانزویک کشیده شد و در هالیفاکس (نوا اسکوشیا) به پایان رسید.